# 托馬斯·迪安
托馬斯·迪安（英語：Thomas "Tom" Dean，2000年5月2日—）是英國的一位自由式游泳選手。他代表英國參加2020年夏季奧林匹克運動會游泳比賽。並贏得了男子200米自由式與男子4×200米自由式接力的金牌。在2020年歐洲游泳錦標賽上，迪安獲得了3面金牌、2面銀牌和1面銅牌。

## 外部連結
- Tom Dean - official website